# Alfa Čaše
Alfa Čaše (α Čaše, okrajšano Alfa Čaš, α Čaš; latinsko α Crateris, okrajšano Alfa Crt, α Crt), uradno tudi Alkes, je zvezda v ozvezdju Čaše. Zvezda je hladna orjakinja, ki je od nas oddaljena okoli 432 pc (1.410 ly).

## Nomenklatura
α Čaše (latinizirano v Alfa Čaše) je Bayerjevo poimenovanje zvezde.
Tradicionalno ime Alkes je prišlo iz arabščine الكاس alkās ali الكأس alka's "skodelica". V katalogu zvezd v delu Calendarium astronoma Al Achsasi al Mouakket je bila ta zvezda poimenovana Aoul al Batjna (أول ألبجن awwil albajna), kar se je kasneje prevedlo v latinščino kot Prima Crateris, kar pomeni "prva skodelica". Leta 2016 je Mednarodna astronomska zveza ustanovila Delovno skupino na zvezdnih imenih (WGSN) da izdela katalog in standardizira lastna imena zvezd. WGSN je odobril ime Alkes za to zvezdo 12. septembra 2016 in je sedaj tudi vključena v Seznam IAU-odobrenih zvezdnih imen.
V kitajščini 翼宿 (Yì Sù) pomeni Krila (asterizem), ki se nanaša na asterizem, ki ga sestavljajo Alfa Čaše, Gama Čaše, Zeta Čaše, Lambda Čaše, Ni Vodne kače, Eta Čaše, Delta Čaše, Jota Čaše, Kapa Čaše, Epsilon Čaše, HD 95808, HD 93833, Theta Čaše, HD 102574, HD 100219, Beta Čaše, HD 99922, HD 100307, HD 96819, Hi1 Vodne kače, HD 102620 in HD 103462. Sočasno je Alfa Čaše sama po sebi znana tudi kot 翼宿一 (Yì Sù yī, slovensko: Prva zvezda kril).

### Stvari, poimenovane po zvezdi
USS Alkes (AK-110) je bila vojaška ladja razreda Crater (slovensko Čaša) države ZDA.

## Lastnosti
Alfa Čaše je oranžna orjakinja spektralnega tipa K1III. Ima navidezno magnitudo 4,07, od Zemlje pa je oddaljena 174 svetlobnih let. Najverjetneje je zvezda vodoravne veje, kar pomeni, da sedaj, po helijevem blisku, v svoji skorji že proizvaja helij. Hladne zvezde vodoravne veje se pogosto imenujejo rdeče grude, saj že ustvarijo skupino blizu vročega roba veje rdečih orjakinj na H–R diagramu kopic s skoraj Sončevo kovinskostjo. Na podlagi tega se je izračunalo njeno maso 1,81 M☉, izsev 77 L☉ in starost okoli dve milijardi let. Njena površinska temperatura je enaka 4645 K. Obstaja pa tudi možnost, da ta zvezda pripada veji rdečih orjakinj, kar pomeni, da še vedno proizvaja vodik v lupini okoli helijeve skorje. V tem primeru pa je zvezda malo manj masivna, starejša, večja in bolj izsevna.